# Lamprogaster laeta
Lamprogaster laeta är en tvåvingeart som först beskrevs av Macquart 1835.  Lamprogaster laeta ingår i släktet Lamprogaster och familjen bredmunsflugor. Inga underarter finns listade i Catalogue of Life.